# Magnolia cristalensis
Magnolia cristalensis là một loài thực vật có hoa trong họ Magnoliaceae. Loài này được Bisse mô tả khoa học đầu tiên năm 1974.